# 不圍棋
不圍棋（NoGo），又译作闕棋，是John Moore在2005年推出的兩人圍棋變體，以讓對方先提棋子為勝，在2011年、2013年為奧林匹亞電腦遊戲程式競賽項目，也是2012年中國全国大学生计算机博弈大赛的指定棋類。

## 棋具
- 小型圍棋棋盤（如9路盘）。
- 圍棋棋子。

## 棋規
除以下規則，其餘同圍棋。
- 不可虛手。
- 不可讓任何方棋無氣。
- 無法下棋時輸掉遊戲。

## 外部連結
- 遊戲下載 （页面存档备份，存于）